# زالتبومل
زالتبومل Zaltbommel  هي مدينة وبلدية بمقاطعة خيلدرلند، هولندا.

## طوبوغرافيا
خريطة طوبوغرافية هولندية لبلدية زالتبومل، مارس 2014، (تقرأ بعد ثلاث نقرات على الخريطة)

## توأمة
لزالتبومل اتفاقيات توأمة مع:
- فالزروده

## أعلام
- داني دي يونج
- أنطون فيليبس
- ليون فيليبس